# Königin-Maud-Land

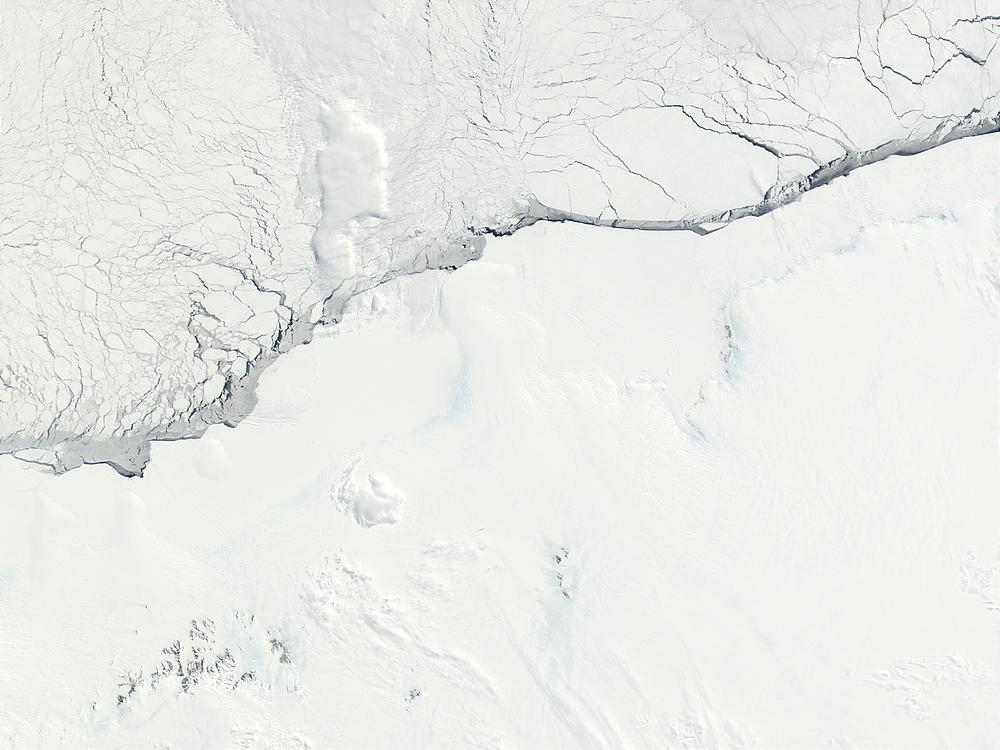
Von links nach rechts die Prinzessin-Ragnhild-Küste, die Prinz-Harald-Küste und die Kronprinz-Olav-Küste (Satellitenbild: NASA)

Königin-Maud-Land (englisch Queen Maud Land, russisch Земля Королевы Мод Semlja Korolewy Mod, norwegisch Dronning Maud Land) ist ein Teil des Kontinentes Antarktika. Es wird seit dem 14. Januar 1939 von Norwegen beansprucht, was aber international nicht anerkannt wird. Das Gebiet hat eine Größe von etwa 2.700.000 km². Es wurde nach der norwegischen Königin Maud (1869–1938) benannt.

## Geschichte
Die als Kronprinz-Olav-Küste und Prinzessin-Ragnhild-Küste bekannten Küstenstreifen wurden 1929/30 von den norwegischen Flugpionieren Hjalmar Riiser-Larsen und Finn Lützow-Holm entdeckt.
Den Weg für die Beanspruchung der Region durch Norwegen ebnete der norwegische Schiffseigner und Walfangmagnat Lars Christensen durch die Finanzierung von neun Expeditionen (1927–1937) in die Region. Das Hauptziel war die Erkundung neuer Walfanggründe, nachdem die britische Regierung Lizenzgebühren für den Walfang an den Küsten des Britischen Antarktis-Territoriums erhob.
1938 entsandte das Deutsche Reich die Deutsche Antarktische Expedition mit dem deutschen Expeditionsschiff Schwabenland. Ziel der Expedition war, die Walfangrechte vor der Küste des Expeditionsgebiets zu sichern. Im Rahmen des wissenschaftlichen Teils dieser Expedition wurden im Januar 1939 das erste Mal die eisfreien Berge im Hinterland der Küste von mitgeführten Dornier-Flugzeugen aus fotografiert. Die eingesehene und überflogene Region zwischen 10° W und 15° O wurde von der Expeditionsleitung „Neuschwabenland“ getauft. Norwegen hatte von der deutschen Expedition Kenntnis erhalten und verkündete am 14. Januar 1939 seinen Gebietsanspruch mit einer Königlichen Proklamation über das Territorium unter norwegischer Souveränität in der Antarktis. Das Deutsche Reich wies den norwegischen Anspruch durch eine Protestnote neun Tage später zurück und behielt sich volle Handlungsfreiheit hinsichtlich zukünftiger Ansprüche vor.
Die erste wissenschaftliche Expedition ins Innere von Königin-Maud-Land war die Norwegisch-Britisch-Schwedische Antarktisexpedition von 1949 bis 1952.
Die südliche Begrenzung war 1939 nicht festgelegt worden, erst am 12. Juni 2015 beanspruchte Norwegen formell den Sektor bis zum Südpol.

## Geographie
Im Osten schließt sich das zum Australischen Antarktis-Territorium gehörige Enderbyland an, und im Westen das zum Britischen Antarktis-Territorium gehörige Coatsland darin die Caird-Küste.
Von der Küste bzw. der Schelfeiskante steigen die Gletscher allmählich bis auf über 1000 m an. Daran schließt sich die Region der aus dem Eis aufragenden Nunataks und Bergketten mit Höhen teilweise über 3000 m an. Von Westen nach Osten sind die Kraulberge, die Heimefrontfjella, das Borg-Massiv, die Gjelsvikfjella, das Mühlig-Hofmann-Gebirge, das Wohlthatmassiv, Sør Rondane und die Belgicafjella die bedeutendsten Gebirge. Diese Bergketten stauen das Inlandeis des Polarplateaus auf über 2000 m auf. Der höchste Berg ist die Jøkulkyrkja (die Gletscherkirche) mit 3.148 m.
Drei mächtige Gletscher „entwässern“ diesen Sektor der Ostantarktis. Bei 20° W fließt der Stancomb-Wills-Gletscher nach Westen auf das Brunt-Schelfeis hinaus. Die Grenze zwischen dem Borgmassivet und der Gjelsvikfjella wird durch den Jutulstraumen markiert, der das Fimbul-Schelfeis speist. Zwischen dem Wohlthat-Massiv und Sør Rondane fließt der 200 km breite Borchgrevinkisen.
Die Küste wird von folgenden Nebenmeeren des Südlichen Ozeans begrenzt, von West nach Ost:
- Weddell-Meer (östlicher Teil)
- König-Haakon-VII.-See
- Lasarew-See
- Riiser-Larsen-See
- Kosmonautensee (westlicher Teil)

## Gliederung
Das Königin-Maud-Land gliedert sich in folgende Regionen bzw. Sektoren:
| Region                    | Westgrenze | Ostgrenze | Breite ° |
| ------------------------- | ---------- | --------- | -------- |
| Prinzessin-Martha-Küste   | 20° 00′ W  | 05° 00′ O | 25° 00′  |
| Prinzessin-Astrid-Küste   | 05° 00′ O  | 20° 00′ O | 15° 00′  |
| Prinzessin-Ragnhild-Küste | 20° 00′ O  | 34° 00′ O | 14° 00′  |
| Prinz-Harald-Küste        | 34° 00′ O  | 40° 00′ O | 06° 00′  |
| Kronprinz-Olav-Küste      | 40° 00′ O  | 44° 38′ O | 04° 38′  |
| Königin-Maud-Land         | 20° 00′ W  | 44° 38′ O | 64° 38′  |

## Forschungsstationen (Auswahl)
- Nowolasarewskaja-Station (Sowjetunion/Russland; 1961 eröffnet)
- Georg-Forster-Station (Deutsche Demokratische Republik/Deutschland; 1976–1993)
- Georg-von-Neumayer-Station (Deutschland; 1981–1992)
- Wasa-Station (Schweden; 1989 eröffnet)
- Troll (Norwegen; 1990 eröffnet)
- Neumayer-Station II (Deutschland; 1992–2009)
- Dome Fuji (Japan; 1995 eröffnet)
- SANAE-IV-Station (Südafrika; 1997 eröffnet)
- Kohnen-Station (Deutschland; 2001 eröffnet)
- Prinzessin-Elisabeth-Station (Belgien; 2009 eröffnet)
- Neumayer-Station III (Deutschland; 2009 eröffnet)
- Drescher-Station (Deutschland; mobiles Eiscamp)